# Labský most
Labský most je silniční most přes Labe v Hradci Králové na Gočárově okruhu (I/31). Na západní straně se napojuje do ulic Resslova a M. D. Rettigové, na východním břehu do ulice Pilnáčkova, při které se nachází zastávka MHD Labský most.
Ve vzdálenosti přibližně 130 metrů po proudu Labe se nachází lávka pro pěší a cyklisty, zvaná Lávka u Aldisu.

## Historie
Postaven v letech 1972–1974, autorem návrhu byl Ing. Jiří Hejnic. Původně se jmenoval Nový most na II. silničním okruhu, později most Antonína Zápotockého. Současný název dostal most v roce 1994. Stejně jako Orlický most byl i tento postaven pracovníky hradeckého závodu Stavby silnic a železnic, n. p., Hradec Králové.
Byl navržen jako rámová vzpěradlová konstrukce o třech polích z monolitického předpínaného železobetonu. Most je 28 m široký a 78 m dlouhý a je uložen na 96 šikmo zarážených pilotech o průměru 52 cm.

## Fotogalerie

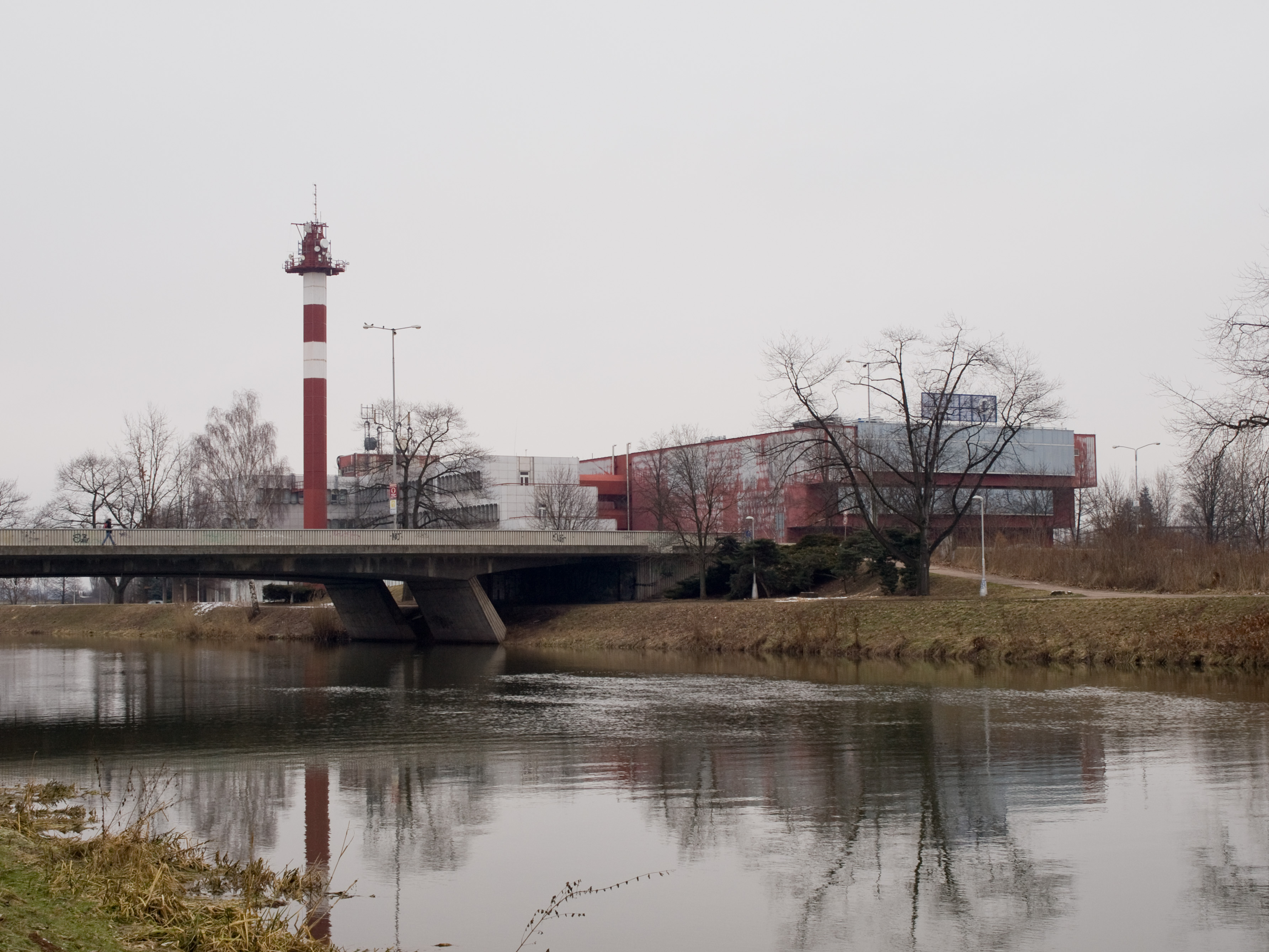
Labský most od Smetanova nábřeží
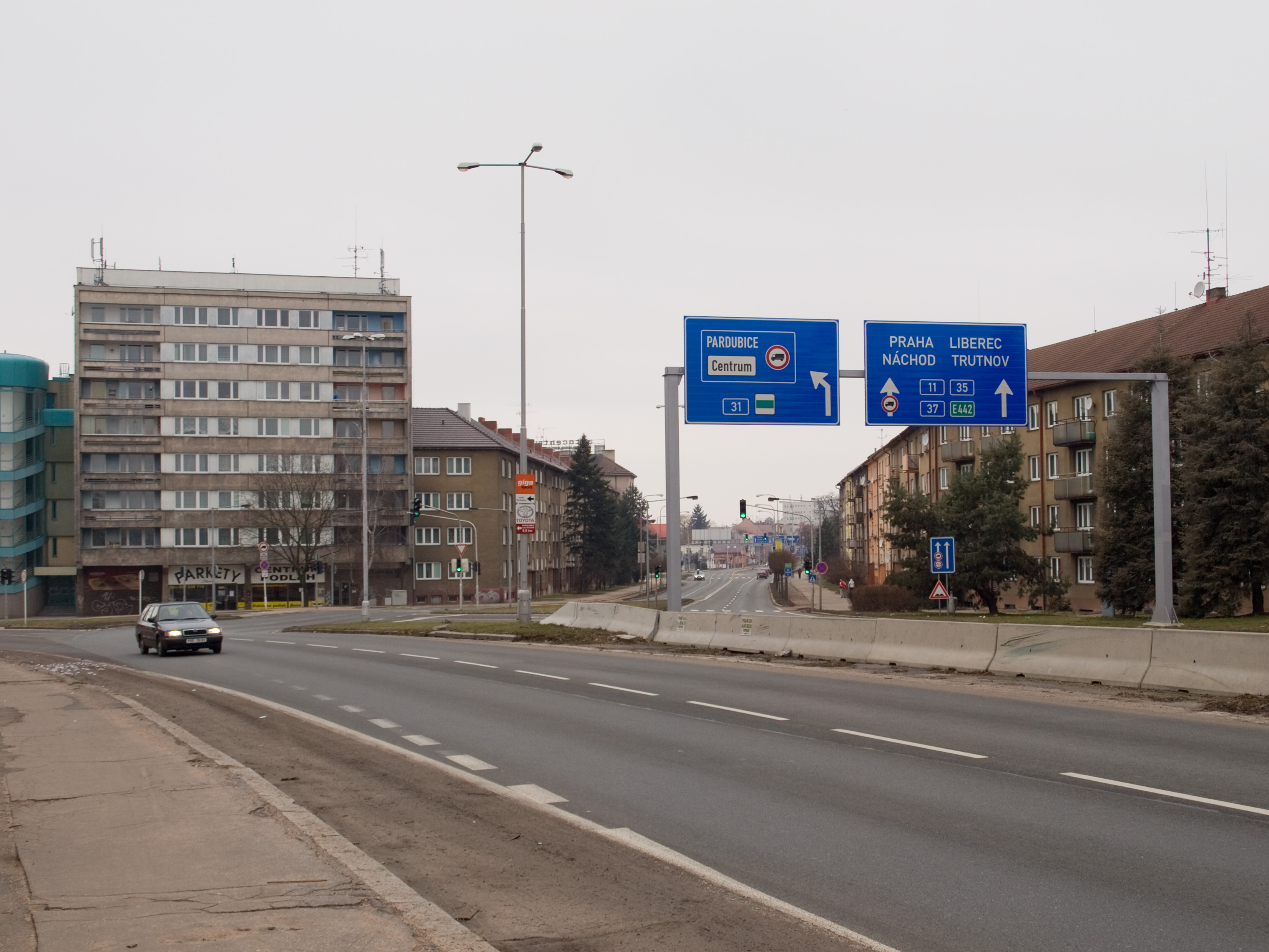
Silniční okruh vedoucí po Labském mostu
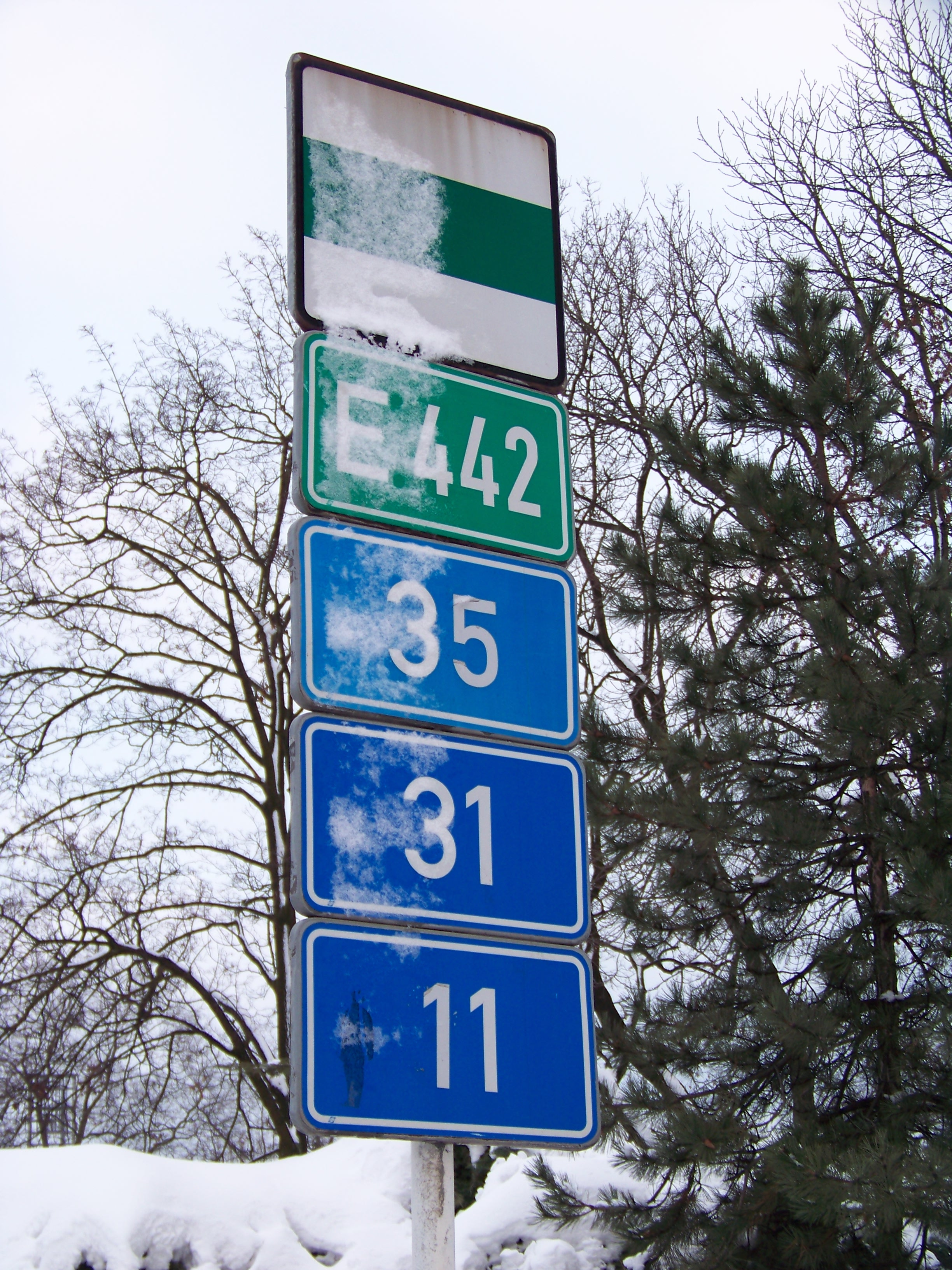
Značky silnic peážujících po mostu